# Neptis narcissima
Neptis narcissima är en fjärilsart som beskrevs av Charles Oberthür 1906. Neptis narcissima ingår i släktet Neptis och familjen praktfjärilar. Inga underarter finns listade i Catalogue of Life.